# 泰尔瓦勒
泰尔瓦勒（法語：Terval，法語發音：[tɛʁval]）是法国旺代省的一个市镇，属于丰特奈勒孔特区。该市镇于2023年1月1日由原市镇拉塔迪耶尔、布勒伊巴雷和拉沙佩勒欧利斯合并而成，行政中心位于拉塔迪耶尔。

## 地名
“泰尔瓦勒”（Terval）一名中的“泰尔”（Ter）表示“三”（法语词“ter”并非常用词，其来自拉丁语，只用于特定场景），因为该市镇由三个市镇合并而成，且此三个市镇由三条河流划界；“瓦勒”（val）意为“谷”，与该地区地形有关。

## 地理
泰尔瓦勒（46°39'40"N, 0°43'51"W）面积45.78 平方千米，位于法国卢瓦尔河地区大区旺代省，该省份为法国西部沿海省份，北起大西洋卢瓦尔省和曼恩-卢瓦尔省，西临大西洋，南至滨海夏朗德省，东部及东南部与德塞夫勒省接壤。
与泰尔瓦勒接壤的市镇（或旧市镇、城区）包括：圣皮埃尔迪舍曼、塞夫尔河畔蒙库唐、圣保罗昂加蒂讷、勒比索、圣伊莱尔德武斯特、洛日富日勒斯、拉沙泰涅赖、圣莫里斯勒日拉尔、谢富瓦。
泰尔瓦勒的时区为UTC+01:00、UTC+02:00（夏令时）。

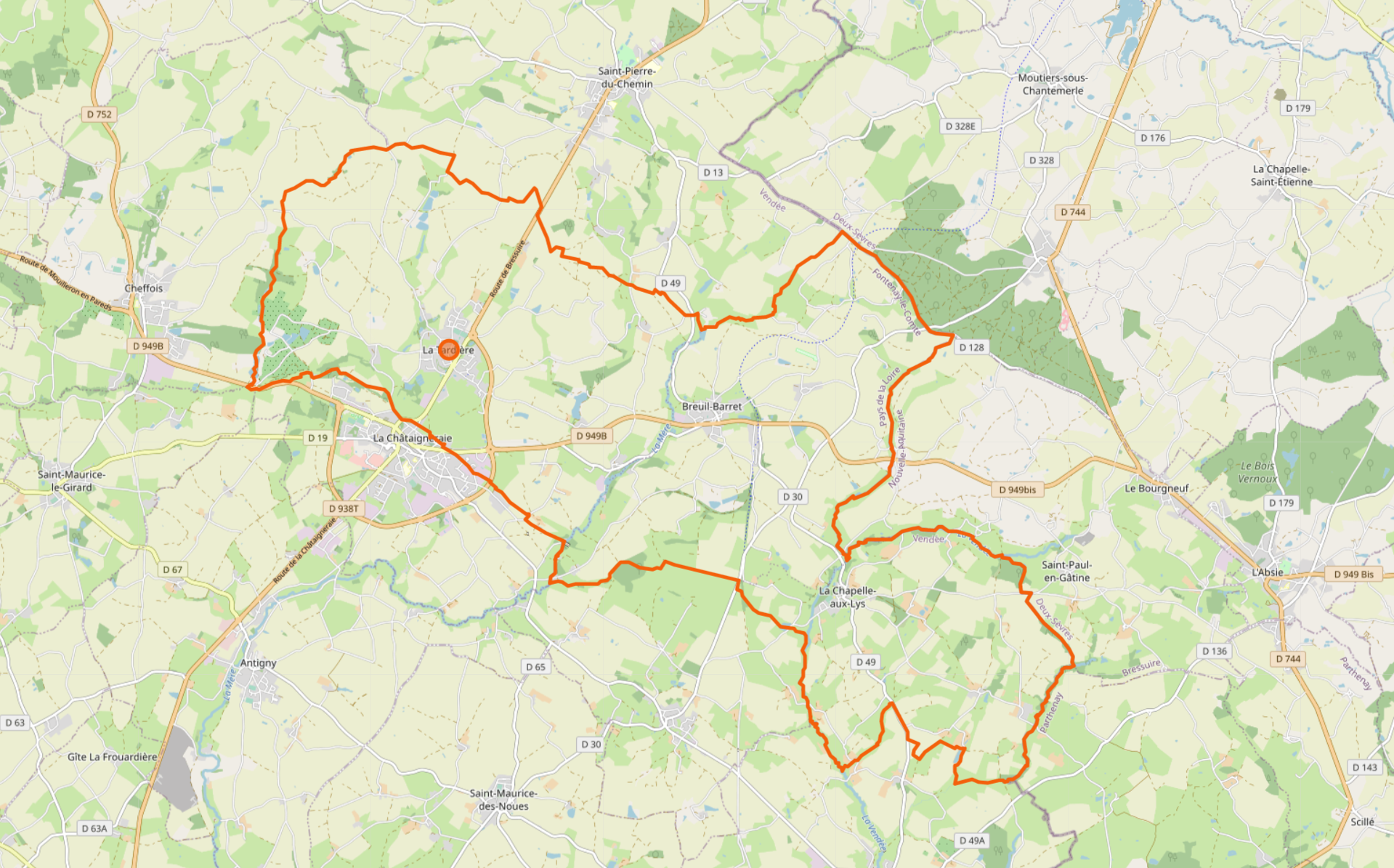
泰尔瓦勒的OSM定位图

## 行政
泰尔瓦勒的邮政编码为85120，INSEE市镇编码为85289。

## 政治
泰尔瓦勒所属的省级选区为拉沙泰涅赖县。

## 人口
泰尔瓦勒于2022年1月1日时的人口数量为2173人。